# Allan Sundwall
Karl Allan Ingemar Sundvall, ursprungligen Sundvall, född 28 december 1927 i Brunflo församling, död 16 maj 1975 i Huddinge församling, var en svensk skådespelare, inspelningsledare och regiassistent.

## Filmografi (urval)
- 1945 – Tre söner gick till flyget
- 1955 – Finnskogens folk
- 1956 – Kulla-Gulla
- 1956 – Främlingen från skyn
- 1960 – De sista stegen

## Teater

### Roller (ej komplett)
| År   | Roll         | Produktion                                                       | Regi       | Teater        |
| ---- | ------------ | ---------------------------------------------------------------- | ---------- | ------------- |
| 1962 | Kompositören | Tre valser Oscar Straus, Paul Knepler och Armin Robinson         | Ivo Cramér | Oscarsteatern |
| 1963 | Drummel      | Lås in Era döttrar Laurie Johnson, Lionel Bart och Bernard Miles | Ivo Cramér | Oscarsteatern |